# Эрик Форман
Эрик Форман (англ. Eric Foreman) — персонаж американского телесериала «Доктор Хаус». Его роль исполняет Омар Эппс.

## Биография
Эрик Форман родился в бедной семье, но несмотря на это и на юношескую судимость (за угон машины), ему удалось получить медицинское образование (в США обучение на доктора является самым дорогим). Старший брат (Маркус) сидит в тюрьме, но Эрик его не навещает, презирая за то, что тот ничего не добился в жизни. Мать Формана страдает болезнью Альцгеймера, из-за этого Эрик не любит её навещать и старается всячески избежать разговоров по телефону с ней.
Дважды был главой отделения диагностической медицины и супервайзером Хауса. Первый раз в связи с временным отстранением последнего от должности (2-й сезон), однако ни Хаус, ни его команда не восприняли назначение Формана всерьёз. В итоге, на предложение Кадди возглавить отделение на постоянной основе Форман отвечает отказом. Второй раз Форману пришлось возглавить отделение диагностической медицины в 6-м сезоне во время лечения Хауса в психиатрической клинике и до момента восстановления его лицензии.
Во 2-м сезоне вступает в конфликт с Кэмерон, украв у неё тему статьи, которую Эллисон уже написала. Благодаря наплевательству Хауса, проигнорировавшего статью Кэмерон, которая «пролежала на столе Хауса 4 месяца», Форман получил его одобрение для публикации. В той же серии в ответ на попытки Кэмерон добиться извинений заявляет, что не чувствует своей вины, поскольку они не друзья, противореча себе же в 1-м сезоне (тогда он говорил Хаусу, что Кэмерон — его друг). В другой серии, будучи смертельно больным, намеренно заражает Кэмерон, чтобы дать ей мотивацию для постановки диагноза. В конечном итоге, на краю гибели, просит прощение у Кэмерон за статью, вновь объявляя себя её другом. Поначалу Эллисон отказывается его прощать, мотивируя его поправиться, а потом просить прощение. Но перед опасной операцией прощает Формана, и они снова становятся друзьями.
В конце 3-го сезона первым уходит из команды Хауса, что в итоге приводит к увольнению из команды всех её членов (Кэмерон увольняется сама, Чейза увольняет сам Хаус), однако в начале 4-го сезона Формана увольняют с нового места работы, и после неудачных попыток устроиться в другие места Форман возвращается в команду Хауса.
В 5-м сезоне начинает романтические отношения с Тринадцатой, которые в итоге заканчиваются разрывом.
В 6-м сезоне Маркус выходит из тюрьмы. Хаус нормализует отношения между братьями. Тогда же выясняется, что мать Эрика и Маркуса умерла.
В 8-м сезоне он становится новым главным врачом Принстон Плейнсборо, заменив ушедшую с этого поста Лизу Кадди.